# 釋延明
釋延明（英語：Shi Yan Ming，1964年2月13日—），原名段根山（Duan Gen Shan），生於中國河南省駐馬店新蔡縣，少林寺第34代武僧，擅長武術與硬氣功。曾獲三屆少林武術冠軍，在美國紐約市建立了美國少林寺，擁有許多弟子。1992年，隨少林寺武僧至美國表演時，他趁機逃走，從此定居美國，成為美國公民。他是將少林功夫推廣到美國的先驅人物之一。

## 生平
釋延明生於河南省駐馬店市新蔡縣農村，家中有九個小孩，他排行第七。家中甚為貧窮，當他出生時，正逢毛澤東推動大躍進，他的兩個兄長及大姐死於飢荒。
六歲時進入少林寺，跟隨過數位師父，最後師從釋永乾大師。1992年，少林寺武僧首次獲准訪問美國，釋延明也成為代表團的一員。在返回中國前夕，釋延明在舊金山決定逃亡，向美國政府申請政治庇護。他隨後到達紐約市唐人街佛恩寺，在此教授少林功夫。
1996年，他在紐約市曼哈頓區百老匯大街，建立了美國少林寺。

## 家庭
他與他的伴侶，韓裔加拿大人，蘇菲亞·張（Sophia Chang）同居，兩人生有二個小孩。

## 外部連結
- 美國少林寺官網 （页面存档备份，存于）